# Fontaines-Saint-Martin
Fontaines-Saint-Martin este o comună în departamentul Rhône din sud-estul Franței. În 2009 avea o populație de 2.825 de locuitori.

## Evoluția populației
| An        | 1975  | 1982  | 1990  | 1999  | 2006  | 2009  |
| --------- | ----- | ----- | ----- | ----- | ----- | ----- |
| Populație | 1.826 | 2.056 | 2.124 | 2.721 | 2.702 | 2.825 |